# 1997-es indianapolisi 500
A 81. alkalommal megrendezett Indianapolisi 500 mérföldes verseny 1997. május 25-e, vasárnapra volt kitűzve, viszont az esőzések miatt törölték. Május 26-a, hétfőre tették át, viszont a 15. kör után leintették a mezőnyt az eső miatt, így a futamot május 27-én kedden tudták befejezni.(16-200 kör).

## Futam
| Helyezés | Rajthely | Rajtszám | Versenyző              | Qual    | Rank | C | E | T | Körök száma | Élen | Kiesés oka   | Csapat                            |
| -------- | -------- | -------- | ---------------------- | ------- | ---- | - | - | - | ----------- | ---- | ------------ | --------------------------------- |
| 1        | 1        | 5        | Arie Luyendyk (W)      | 218.263 | 1    | G | O | F | 200         | 61   | Running      | Treadway Racing                   |
| 2        | 5        | 6        | Scott Goodyear         | 215.811 | 5    | G | O | F | 200         | 2    | Running      | Treadway Racing                   |
| 3        | 7        | 52       | Jeff Ward (R)          | 214.517 | 9    | G | O | G | 200         | 49   | Running      | Team Cheever                      |
| 4        | 10       | 91       | Buddy Lazier (W)       | 214.286 | 12   | D | O | F | 200         | 7    | Running      | Hemelgarn Racing                  |
| 5        | 2        | 2        | Tony Stewart           | 218.021 | 2    | G | O | F | 200         | 64   | Running      | Team Menard                       |
| 6        | 8        | 14       | Davey Hamilton         | 214.483 | 10   | G | O | G | 199         | 0    | Running      | A.J. Foyt Enterprises             |
| 7        | 22       | 11       | Billy Boat (R)         | 215.544 | 6    | D | O | G | 199         | 1    | Running      | A.J. Foyt Enterprises             |
| 8        | 4        | 3        | Robbie Buhl            | 216.102 | 4    | G | O | F | 199         | 16   | Running      | Team Menard                       |
| 9        | 21       | 30       | Robbie Groff (R)       | 207.792 | 33   | G | O | G | 197         | 0    | Running      | McCormack Motorsports             |
| 10       | 29       | 33       | Fermín Velez           | 206.512 | 36   | D | O | G | 195         | 0    | Running      | Team Scandia                      |
| 11       | 16       | 12       | Buzz Calkins           | 209.564 | 22   | G | O | G | 188         | 0    | Half Shaft   | Bradley Motorsports               |
| 12       | 18       | 10       | Mike Groff             | 208.537 | 32   | G | O | G | 188         | 0    | Running      | Johnanthan Byrd/Cunningham Racing |
| 13       | 34       | 90       | Lyn St. James          | 210.146 | 27   | D | I | F | 186         | 0    | Baleset T4   | Hemelgarn Racing                  |
| 14       | 20       | 44       | Steve Kinser (R)       | 210.793 | 24   | D | O | F | 185         | 0    | Baleset T4   | Sinden Racing Services            |
| 15       | 28       | 54       | Dennis Vitolo          | 207.625 | 34   | D | I | F | 173         | 0    | Running      | Beck Motorsports                  |
| 16       | 27       | 22       | Marco Greco            | 210.322 | 26   | D | O | G | 166         | 0    | Váltó        | Team Scandia                      |
| 17       | 3        | 8        | Vincenzo Sospiri (R)   | 216.822 | 3    | D | O | G | 163         | 0    | Running      | Team Scandia                      |
| 18       | 35       | 9        | Johnny Unser           | 209.344 | 28   | D | I | F | 158         | 0    | Oil Press    | Hemelgarn Racing                  |
| 19       | 26       | 18       | Tyce Carlson (R)       | 210.852 | 23   | D | O | G | 156         | 0    | Baleset T2   | PDM Racing                        |
| 20       | 17       | 40       | Dr. Jack Miller (R)    | 209.250 | 29   | D | I | F | 131         | 0    | Baleset T3   | Arizona Motorsports               |
| 21       | 33       | 1        | Paul Durant            | 209.149 | 30   | D | O | G | 111         | 0    | Baleset T3   | A.J. Foyt Enterprises             |
| 22       | 24       | 50       | Billy Roe (R)          | 212.752 | 18   | D | O | F | 110         | 0    | Baleset T3   | EuroInternational                 |
| 23       | 11       | 51       | Eddie Cheever          | 214.073 | 13   | D | O | G | 84          | 0    | Timing Chain | Team Cheever                      |
| 24       | 9        | 7        | Eliseo Salazar         | 214.320 | 11   | D | O | G | 70          | 0    | Baleset T2   | Team Scandia                      |
| 25       | 30       | 97       | Greg Ray (R)           | 213.760 | 14   | D | O | F | 48          | 0    | Vízpumpa     | Knapp Motorsports                 |
| 26       | 6        | 27       | Jim Guthrie            | 215.207 | 7    | D | O | F | 43          | 0    | Motorhiba    | Team Blueprint Racing             |
| 27       | 19       | 21       | Roberto Guerrero       | 207.371 | 35   | D | I | G | 25          | 0    | Steering     | Pagan Racing                      |
| 28       | 25       | 28       | Mark Dismore           | 212.423 | 19   | D | O | G | 24          | 0    | Baleset T4   | PDM Racing                        |
| 29       | 12       | 42       | Robby Gordon           | 213.211 | 15   | G | O | G | 19          | 0    | Tűz          | Team SABCO                        |
| 30       | 32       | 72       | Claude Bourbonnais (R) | 210.523 | 25   | D | O | F | 9           | 0    | Motorhiba    | Team Blueprint Racing             |
| 31       | 13       | 77       | Stéphane Grégoire      | 213.126 | 16   | G | O | G | 0           | 0    | Baleset T4   | Chastain Motorsports              |
| 32       | 14       | 17       | Affonso Giaffone (R)   | 212.974 | 17   | D | O | G | 0           | 0    | Baleset T4   | Chitwood Motorsports              |
| 33       | 15       | 4        | Kenny Bräck (R)        | 211.221 | 20   | G | O | G | 0           | 0    | Baleset T4   | Galles Racing                     |
| 34       | 23       | 16       | Sam Schmidt (R)        | 215.141 | 8    | D | O | F | 0           | 0    | Motorhiba    | Team Blueprint Racing             |
| 35       | 31       | 34       | Alessandro Zampedri    | 211.757 | 21   | D | O | G | 0           | 0    | Oil Leak     | Team Scandia                      |